# Fritzia muelleri
Genre
Espèce
Fritzia muelleri, unique représentant du genre Fritzia, est une espèce d'araignées aranéomorphes de la famille des Salticidae.

## Distribution
Cette espèce se rencontre en Argentine et au Brésil.

## Étymologie
Cette espèce est nommée en l'honneur de Fritz Müller.
Ce genre est nommé en l'honneur de Fritz Müller.

## Publication originale
- O. Pickard-Cambridge, 1879 : On a new genus and species of Spiders of the family Salticides. Proceedings of the Zoological Society of London, vol. 1879, p. 119-121 (texte intégral).